# انریکو روسی
انریکو روسی (ایتالیایی: Enrico Rossi؛ زادهٔ ۲۷ ژوئن ۱۹۹۳) بازیکن والیبال ساحلی اهل ایتالیا بود. وی در بازی‌های المپیک تابستانی ۲۰۰۸ شرکت کرده‌است.